# Novine Horvatzke
Novine Horvatzke su novine koje je 1835. godine u Zagrebu pokrenuo Ljudevit Gaj s prilogom »Danicza Horvatzka, slavonzka y Dalmatinzka«. Pod kasnijim imenom Ilirske narodne novine odigrale su ključnu ulogu u Hrvatskome narodnom preporodu.
Novine Horvatzke izlaze i danas pod nazivom Narodne novine te predstavljaju službeni list Republike Hrvatske. U Narodnim se novinama se danas objavljuju zakoni i drugi propisi te razne službene objave.

## Povijest
Prvi broj Narodnih novina izašao je u Zagrebu pod imenom Novine Horvatzke 6. siječnja 1835. godine. Nakladnik i urednik bio je Ljudevit Gaj. Bile su to prve novine u Zagrebu na hrvatskom jeziku. Uz drugi broj Novina Horvatzkih (10. siječnja) izlazi i njihov književni prilog: »Danicza Horvatzka, Slavonzka y Dalmatinzka«. 
Godine 1836. s kajkavskoga narječja prelaze u štokavsko, a ime im se mijenja u Ilirske narodne novine s prilogom »Danica ilirska«. 
U desetom broju književnog priloga objavljena je pjesma Antuna Mihanovića »Horvatska domovina«. Kasnije pod nazivom »Lijepa naša domovina« postaje hrvatskom himnom. Uglazbio ju je Josip Runjanin.
Ovaj je časopis odigrao iznimno važnu ulogu u buđenju hrvatske nacionalne svijesti i pokretanju Hrvatskoga narodnog preporoda, tj. Ilirskog pokreta. Književni podlistak, slavna »Danica«, nezaobilazno je mjesto za povijest hrvatske književnosti, u kojem je u kulturalnim okolnostima 19. stoljeća definirana hrvatska književna baština – neovisno o tome u kojem je od hrvatskih krajeva nastala. Također je odlukom Ljudevita Gaja i oko njega okupljenih pisaca naznačen izbor štokavskog govora kao standarda za hrvatski književni jezik. 